# صالح الحمر
صالح الحمر (16 نوفمبر 1953 -)، ممثل ومخرج كويتي، مثل وأخرج العديد من الأعمال.

## أعماله[3][4]

### من المسلسلات
- إثنان على الطريق.
- عندما تشتعل الثلوج.
- الراي الآخر.
- الخطر معهم.
- سرى الليل.
- قتالة الشجعان.

## وصلات خارجية
- صالح الحمر على موقع قاعدة بيانات الأفلام العربية